# 寒川裕人
寒川 裕人（かんがわ ゆうじん、英:Eugene Kangawa 1989年〈平成元年〉-）はアメリカに生まれ、日本にアトリエ「ユージーン・スタジオ」を持つ現代美術家。

## 人物
インスタレーションや大規模な絵画を中心とした作風で、特に知られているのは東京都現代美術館での個展「新しい海 After the Rainbow」(2021–22 主催:東京都現代美術館)であり、当時32歳という同館史上最年少での個展となった。この展覧会は国際的にも高く評価され、アジア地域のコレクターたちの手によって個展をもとにした常設の美術館がバリの世界遺産付近に建設中であることが発表されている。(総面積は約3500平米とされている。)
ニューヨーク・タイムズ ウィークエンド版は、2021年の東京現代美術館での個展について、「人間と自然、あるいは具体的なものと想像上のものとの共存の可能性を探求し、分断された時代における鋭い洞察力を持つ声として寒川の地位を確立した。寒川の作品は個人的な空間と公共的な空間の相互浸透性に対する細部によって際立っている」と評した。
一つの個展が海外へ波及し、ほぼすべての作品が各所に収蔵された上で常設の美術館が設立されるという例は非常に稀であり、この施設については現地を含む多くのメディアが期待を寄せ「新たな聖地」「金字塔」として紹介され、『フィナンシャル・タイムズ』や『ニューヨーク・タイムズ ウィークエンド』などでも紹介されたことが確認されるなど国際的な高い注目がうかがえる。
2017年に刊行された光文社の新書『アート×テクノロジーの時代』(宮津大輔)ではチームラボらとともに日本の現代アートを牽引する4組の作家の一人として紹介された。2021年に制作した短編映画は、ロードアイランド国際映画祭、ブルックリン映画祭、パンアフリカン映画祭などアメリカの複数の映画祭で公式選出や受賞を果たし(IMDb)、映像作家としても幅広く評価を受けている。

## 来歴
1989年、父の仕事の都合でアメリカで生まれる。遠山正道と鈴木芳雄の長期連載「今日もアートの話をしよう」「EUGENE STUDIO（ユージーン・スタジオ）」訪問―いま最も注目を集める現代美術作家・寒川裕人氏が語る制作の原点」のインタビューによれば、村上春樹や遠藤周作がゆかりのある兵庫県西宮市夙川で育ち、高校生の頃は美術家たちの本を読み現代美術への道を志したと語っている。
また、美術手帖と東京都現代美術館が共同で出版した冊子の中で、大学1年生時に闘病中だった母を亡くした体験が、自身の芸術観を形成する上での重要な転機であったと語っている。それ以前には理解が難しかったとあるコンセプチュアル・アートの作品に対して受け入れられなかった高校生の自分が「物事の多様さを理解できていない、今思うともったいない状態」だったとしている。
大学卒業後、資生堂ギャラリーでの個展「1/2 Century Later.」(2017)や、サーペンタイン・ギャラリー (ロンドン)での「89+」プロジェクト(2014)、金沢21世紀美術館「de-sport」(2020)などを経て、2021年から2022年にかけて行われた東京都現代美術館による個展は同館で最年少での個展であり、同美術館では過去に草間彌生、オノ・ヨーコ、名和晃平などの各世代を代表する日本人が個展を行ってきた美術館であったこともあり、記録的な列ができるなど大きな話題となった。この個展が国際的に評価されるかたちで、アジア地域のコレクターたちの尽力と現地の運営者によって寒川裕人／ユージーン・スタジオの常設美術館がバリに建設中であり、美術館施設は、彼自身が設計を手掛けた日本のアトリエとはことなりインドネシアの建築家が担当すること、2026年に公開されることがあわせて発表された。
インタビューでは寒川自身が「想いも及ばなかった常設美術館の提案に感謝している。こうした国を超えた大きな取り組みは当然、とても多くの方の作品への有り難い支えなしでは起き得ず、この美術館は全ての関わる方のものであり、大切な場所になればと願っている。」と語った。
また「転機となったのは、20歳になる前に母を亡くしたこと、そして高校時代に友人がレイ・カーツワイルの『AIのシンギュラリティ』についての本を貸してくれたことです。その本を読んだとき、人間としての役割を全うするために追求すべきことを見つけたと感じた」と語っている。 さらに、COVID-19パンデミックや展覧会の準備と実施期間中における世界的な状況の変化についても触れ、こうした時代に作品をつくり、個展を行うこと自体が、自身にとって大きな影響を与えたと語っている。
記事のなかで「ブルータス」の副編集長・鈴木は寒川について「とてつもなく繊細なようでいて、大胆だったりもするし、そして博識。インプットとアウトプットの能力がとても高い人だと改めて思った。」と評している。